# Ставромедузы
Ставромеду́зы (лат. Stauromedusae) — отряд стрекающих из подтипа Medusozoa, в настоящее время рассматриваемый в составе монотипического класса Staurozoa. Исключительно донные организмы, в отличие от большинства других Medusozoa лишённые чередования поколений. Взрослые ставромедузы ведут малоподвижный образ жизни, прикрепляясь подошвой к твёрдому субстрату. Питаются мелкими донными и планктонными организмами — ракообразными, моллюсками, личинками других беспозвоночных. Отряд насчитывает около 50 видов, распространённых на мелководье многих морей Мирового океана.

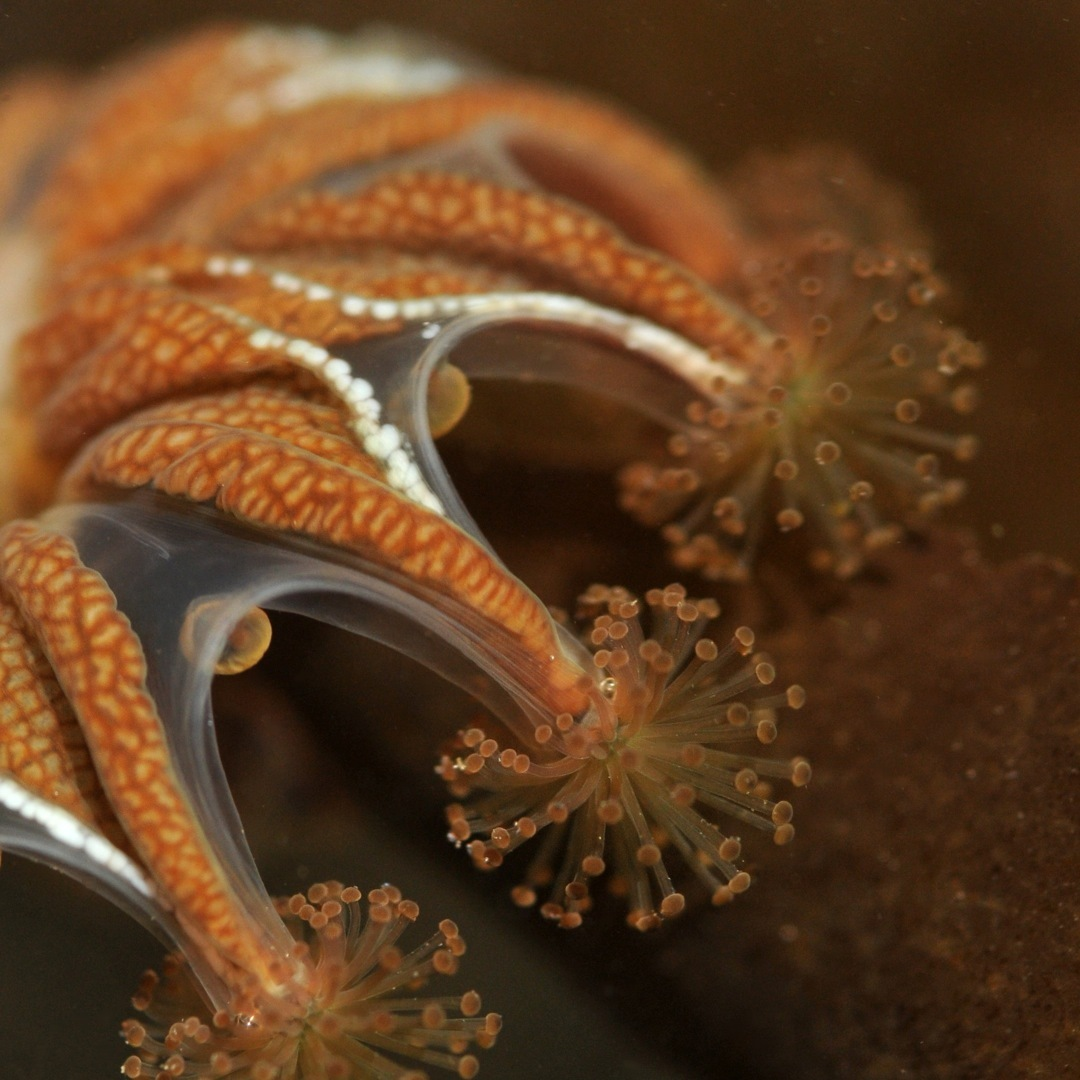
Край орального диска Haliclystus stejnegeri. Видны лаппеты с пучками головчатых щупалец и расположенные между ними ропалиоиды

## Строение
План строения взрослых особей подчиняется четырёхлучевой симметрии (др.-греч. σταυρός — крест), ось которой проходит между ротовым отверстием и подошвой. Тело разделено на более широкую чашечку (до 8 см в диаметре) и узкую ножку. В отличие от донных стадий большинства других представителей Medusozoa, ставромедузы не выделяют хитиновую кутикулу.
В центре орального диска находится ротовое отверстие, окружённое четырьмя ротовыми лопастями. Край диска рассечён на восемь лопастей (лаппет, или рук), увенчанных пучками головчатых щупалец. Между лаппетами расположены восемь ропалиоидов — органов, используемых для временного прикрепления при движении, которое у ставромедуз напоминает гимнастические кульбиты. Наряду с ропалиоидами в прикреплении участвуют стрекательные клетки щупалец. Оральный диск окружён кольцевой мышцей, напоминающей кольцевую мышцу у медуз других Medusozoa, хотя у ставромедуз она развита значительно слабее.
Ротовое отверстие ведёт в обширную слепо замкнутую пищеварительную полость, подразделённую неполными перегородками (септами) на четыре кармана. Каждая перегородка несёт несколько вооружённых стрекательными клетками гастральных нитей. У некоторых представителей пищеварительная полость дополнительно подразделена на две части клейструмом (лат. claustrum) — продольной перегородкой, соединяющей септы. В толще септ залегают пучки продольных мышц, крепящихся одним концом к подошве, а другим к одной из четырёх септальных воронок — углублений в оральном диске. С обеих сторон каждая септа несёт крупные половые железы ячеистого строения.

## Жизненный цикл
Хотя ставромедузы, как и другие стрекающие, способны размножаться половым и бесполым путём, для них не характерен метагенез — закономерное чередование полового и бесполого поколений, обычное для Medusozoa. Раздельнополые взрослые особи вымётывают половые продукты в воду, где происходит оплодотворение. Из зиготы развивается личинка, которая у единственного вида с исследованным личиночным развитием, в отличие от обычных планул, лишена ресничек, перемещается путём ползания по субстрату и состоит из строго определённого числа клеток (эутелия). Через некоторое время личинка прикрепляется к субстрату и превращается в ставрополипа. В ходе дальнейшего развития особь увеличивается в размерах и развивает половые железы, достигая стадии ставромедузы. 
Бесполое размножение путём почкования описано для ранних стадий развития: для только что осевших личинок и молодых ставрополипов. В его ходе на теле особи появляются специализированные выросты — фрустулы — которые впоследствии отделяются и развиваются в самостоятельные организмы.
В сравнительно-анатомических исследования ставромедуз обычно рассматривали как сцифистом (полипов сцифоидных), у которых молодые медузы, образующиеся в ходе монодисковой стробиляции, не отделяются от тела полипа.

## Таксономия
Традиционно ставромедуз рассматривали в составе класса сцифоидных (Scyphozoa) — до 2004 года, когда зоологи Аллен Коллинс и Антонио Маркес предложили объединить их с ископаемым отрядом Conulatae в класс Staurozoa. Эта точка зрения основывалась на морфологическом сходстве с реконструкцией Conulatae, а также на результатах исследования молекулярной филогенетики, согласно которым ставромедузы оказались сестринской группой по отношению к остальным сцифоидным. Более позднее сопоставление морфологии Conulatae и ставромедуз опровергло прежние результаты, в связи с чем класс Staurozoa в настоящее время рассматривают как монотипический, относя к нему только ставромедуз.